# År 2000 – människan i morgondagens värld
År 2000 – människan i morgondagens värld var en svensk dokumentärserie av Bengt Feldreich och Ingemar Leijonborg bestående av fyra program som sändes 1967. I serien presenteras ett antal spekulativa visioner om Sverige och världen år 2000 från både experter och vanliga människor.
Feldreich var programledare och speaker, medan producenten Leijonborg sörjde för att programmet bland annat fick en distinkt och futuristisk form.
Med start i maj 1999 repriserades programmen inför det stundande millennieskiftet under titeln Framtiden i backspegeln med efterföljande studiodiskussion med Feldreich och Henrik Ekman. Denna variant repriserades senare i Kunskapskanalen och lades i augusti 2014 ut på Öppet arkiv.

## Källhänvisningar
1. ↑  ”Vecka 34 2014”. Öppet arkiv-bloggen. 22 augusti 2014. Arkiverad från originalet den 18 september 2014. https://web.archive.org/web/20140918154450/http://blogg.svt.se/oppet-arkiv/vecka-34-2014/. Läst 18 september 2014.